# Heilig Hartbeeld (Geffen)
Het Heilig Hartbeeld is een standbeeld in de Nederlandse plaats Geffen.

## Achtergrond
Met name in de eerste helft van de 20e eeuw werden, vooral in Limburg en Noord-Brabant, beelden opgericht in het kader van de Heilig Hartverering. Wie dit Heilig Hartbeeld maakte is niet bekend. Het werd in 1930 door de parochianen aangeboden aan pastoor L. van Dun en is geplaatst in de pastorietuin.

## Beschrijving
Het beeld in Art Nouveaustijl heeft expressionistische kenmerken. Het bestaat uit een natuurstenen Christusfiguur met een opgeheven arm, zijn linkerhand wijzend naar een vlammend hart op de borst. Het beeld is geplaatst op een sokkel en wordt geflankeerd door twee vazen. In de sokkel de tekst 

HEILIG HART VAN JESUS ZEGEN ONS

## Rijksmonument
Het beeldhouwwerk is erkend als rijksmonument, onder meer "vanwege de artistieke kwaliteiten van het beeldhouwwerk. Het is gaaf bewaard gebleven. Het is betrekkelijk zeldzaam als voorbeeld van een Heilig Hartbeeld in Art Nouveaustijl."